# 原博 (作曲家)
原 博（はら ひろし、1933年1月24日 - 2002年2月13日）は、日本の作曲家。

## 経歴
1957年、東京芸術大学卒業。池内友次郎に師事した。1958年、日本音楽コンクール第3位。1961年から渡仏し、パリ国立高等音楽院でシモーヌ・プレ＝コサード、ジャン・リヴィエに師事、ニースでアレクサンドル・チェレプニン、アンリ・デュティユーにも師事した。1962年、ニース国際作曲コンクール第1位。1963年の冬からヴェネツィアに移るも、1964年3月に帰国した。その後、作品発表会等をはじめとして活発な音楽活動をする。
創作活動は晩年まで行われ、2002年に癌で没した。
なお、夫人の原嘉壽子も作曲家であった。

## 作風
デビュー当時の「ピアノ協奏曲」などでは新古典主義の継承に力点が置かれたような作風ではあったが、「ピアノのための24の前奏曲とフーガ」で「新古典」から「古典」音楽の再作曲へ作風を転換する。バッハやモーツァルトに傾倒しその作風をそっくりそのまま引き継ぐ方法であるが、当時柴田南雄はこれを純粋な作曲行為とは見ないで「西洋音楽演習」と呼び、多くの作曲家から嘲笑の的となる。
作曲家に最も必要な個性が欠如しているとの見解も強かったが、「ソナタ第4番」、「トッカータ」では「ありえたけれどなかった古典音楽」の創造が認められる。本人は当時「音楽芸術」に投稿して自己の技法による作曲法を強く主張したが、そのオリジナリティまで認められることはなかった。
晩年に作曲された「弦楽四重奏曲第9番ヘ長調」、「ピアノのための60のバガテル（抒情的小品集）」では、古典回帰をさらに強めていた。

## 和声言語
ド、ミ♭、ミ、ソ、のような長三和音と短三和音を混ぜたジャズのブルー・ノート・スケールの和音と非常に似ている和音を終止に用いることが多い。「ピアノのための24の前奏曲とフーガ」では「学習フーガの特色は『二手で必ずしも演奏できなくても良い』ことにあった」と述べ、この利点もしばし登場する。手の届かない和音をピアニストに要するあたりも、古今の鍵盤楽器のためのフーガ作曲法とは異なっている。

## 主な作品
自著の『無視された聴衆』に主要作品一覧（1995年11月時点）が掲載されている。
- ヴァイオリン無伴奏ソナタ（1959年）
- 木管五重奏曲（1960年）
- ヴァイオリン無伴奏組曲「小舞踏会」（1962年）
- ピアノソナタ第1番（全音楽譜出版社、1963年）
- 弦楽三重奏曲（音楽之友社、1963年）
- ピアノのための展開「小シャコンヌ」（全音、1964年）
- ピアノのためのトッカータ（全音、1964年）
- ピアノソナタ第2番（全音、1964年）
- ヴァイオリンとピアノのためのソナタ（音楽之友社、1965年）
- 弦楽のためのセレナード第1番ハ長調（全音、1965年）
- ハープのためのバラード（1965年）
- ピアノのための21のエチュード「夢と童話のコンサート」（音楽之友社、1966年）
- ピアノのためのソナタ・ファーチレ（春秋社、1967年）
- ヴァイオリン協奏曲（全音、1969年）
- ピアノソナタ第3番（全音、1971年）
- ピアノのための子供のための組曲集（全音、1971年）
- ピアノのための12の対位法的小品（全音、1971年） NCID BA28565257
- 交響組曲「カシマ・パラダイス」（1972年）
- チェロソナタ（1973年）
- ピアノのためのこどものための12の古典的小品（全音、1973年） NCID BA86045028
- 弦楽四重奏曲第1番（1974年）
- フルート・ソナチネ（アルフォンス・ルデュック社（英語版）、1976年） NCID BA8805763X
- ピアノ協奏曲（全音、1977年）
- オルガン四部作（1977年）
- 交響曲（全音、1979年）
- ヴァイオリンと弦楽オーケストラのためのシャコンヌ（全音、1980年）
- ピアノのための24の前奏曲とフーガ（全音、1981年）
- ピアノのためのオフランド（全音、1981年）
- ホルンソナタ（1982年）
- ヴァイオリン二重奏ソナタ第1番（1984年）
- ピアノソナタ第4番（全音、1986年）
- 行進曲「スタウト・アンド・シンプル」（全日本吹奏楽連盟、1986年）
- ギター二重奏曲「ディヴェルティメント」（1988年）
- 弦楽のためのセレナード第2番（全音、1988年）
- 弦楽のためのセレナード第3番（全音、1988年）
- ヴァイオリン二重奏ソナタ第2番（1989年）
- 弦楽四重奏曲第2番（1989年）
- ヴァイオリン二重奏ソナタ第3番（1991年）
- 弦楽四重奏曲第3番（1992年）
- 2つのヴァイオリンと1つのヴィオラのための組曲（1993年）
- 弦楽四重奏曲第4番（1993年）
- 弦楽四重奏曲第5番（1994年）
- ミニシンフォニー 変ホ長調（全日本吹奏楽連盟、2002年）
- ピアノ四重奏曲
- ギターのための挽歌（ギタルラ社） NCID BA53397595
- こどものためのピアノアルバム : 現代日本の作曲家による 5（全音） NCID BA75385589
  - 狩
  - 小品
  - ロンド

## 著書
- 『実力養成のための和声実習110課題集』（全音楽譜出版社、1991年） ISBN 978-4118102504
- 『無視された聴衆―現代音楽の命運』（ケンロードミュージック、1996年） ISBN 978-4915994456